# Семипрозин
Семипрозин (англ. semiprozine, сокр. от semiprofessional magazine) — тип журналов, посвящённых научной фантастике. Занимают положение между фэнзинами и профессиональными журналами.
Ежегодно лучшему семипрозину вручается премия Хьюго за лучший полупрофессиональный журнал.

## Характеристики
- Тираж составляет более 1000 экземпляров.
- Авторы получают гонорары, сотрудники — заработную плату (в денежной форме, а не в виде бесплатных выпусков издания, как в случае с фэнзинами).
- Половина доходов от продаж поступает одному лицу.
- Не менее 15 % печатной площади приходится на рекламу.